# سانتا كروتشه سول آرنو
سانتا كروتشه سوللارنو ((بالإيطالية: Santa Croce sull'Arno)‏) هي بلدية تقع في مقاطعة بيزا في إقليم توسكانا في وسط إيطاليا.
تقع سانتا كروتشه سوللارنو على حدود البلديات التالية: كاستيلفرانكو دي سوتو، فوتشكيو، مونتوبولي إن فال دارنو، وسان مينياتو.

## وصلات خارجية
- (بالإيطالية)الموقع الرسمي لسانتا كروتشه سوللارنو